# 韩思忠
韩思忠（7世纪—8世纪），唐朝将领。
延载元年（684年）二月，武威道总管王孝杰破吐蕃孛攵论赞刃、突厥可汗俀子等于泠泉及大岭各三万余人，碎叶镇守使韩思忠破泥熟俟斤及突厥施质汗、胡禄等万余人，攻陷吐蕃的泥熟没斯城。
大足元年（701年），朔方军元帅魏元忠讨突厥失利，归罪于副将韩思忠，奏请以败军之罪诛之。殿中侍御史王晙认为韩思忠是偏裨将领，并无专断之权，又有勇智可惜，不可杀无辜，在廷议时坚持争辩。韩思忠最终得以免罪，王晙也因此被出为渭南令。